# Многоцветници
Многоцветниците (Nymphalidae) са най-многобройното семейство от пеперуди, включващо повече от 6 000 вида, разпределени в над 500 рода. Разпространени са в по-голямата част от света. Семейството включва популярни видове, като императорите, адмиралите, пеперудите монарх и др.

## Описание
Тези пеперуди обикновено са средни до големи по размер с размах на крилата от 25 до 180 mm. Предните крака не се използват за разходки, те са къси и покрити с гъсти косми.
Много от видовете са ярко оцветени, предимно в пъстри и светли цветове. Въпреки това, долната страна на крилата им е често бледа, създавайки загадъчен ефект, който помага на пеперудите да се сливат със заобикалящата ги среда, и при някои от видовете приличат забележително на мъртви листа.

## Класификация
Многоцветниците се класифицират в 5 основни клона:
Семейство Многоцветници
- Клон Libytheine
  - Подсемейство Libytheinae Boisduval, 1833
- Клон Danaine
  - Подсемейство Danainae Boisduval, 1833
- Клон Satyrine
  - Подсемейство Calinaginae Moore, 1895
  - Подсемейство Charaxinae Doherty, 1886
  - Подсемейство Morphinae Newman, 1834
  - Подсемейство Satyrinae Boisduval, 1833
- Клон Heliconiine
  - Подсемейство Heliconiinae Swainson, 1822
  - Подсемейство Limenitidinae Behr, 1864
- Клон Nymphaline
  - Подсемейство Apaturinae Boisduval, 1840
  - Подсемейство Biblidinae Boisduval, 1833
  - Подсемейство Cyrestinae Guenée, 1865
  - Подсемейство Nymphalinae Swainson, 1827